# Cesarica Genšo
Cesarica Genšo (元正天皇 Genšo-tenno, 680 – 22. maj 748) je 44. japonska cesarica v skladu s tradicionalnim dednim nasledstvom. Ostaja edina cesarica regentka v japonski zgodovini, ki je naziv podedovala od druge cesarice regentke in ne od moškega predhodnika. Vladala je med leti 715 in 724.
V japonski zgodovini je bila Genšo peta od osmih žensk, ki so zasedle položaj cesarice regentke. Edine dokazane ženske monarhinje pred Genšo so bile cesarice Suiko, Kogjoku/Saimei, Džito in Genmei. Po njej so sledile Koken/Šotoku, Meišo in Go-Sakuramači.

## Tradicionalna zgodba
Pred vzponom na krizantemin prestol je bilo njegovo osebno ime (imina) Hidaka-hime.
Genšo je bila starejša sestra cesarja Monmuja in hčerka princa Kusakabeja s cesarico Genmei, zaradi česar je bila vnukinja cesarja Tenmuja in cesarice Džito po očetu in pravnukinja cesarja Tendžija po materi.

### Dogodki tekom življenja cesarice Genšo
Nasledstvo cesarice Genšo na prestolu naj bi bilo regentstvo, dokler princ Obito, sin cesaričinega mlajšega brata, cesarja Monmuja, ne bi dosegel zrelosti za zsedbo prestola. Obito kasneje postane cesar Šomu.
Obita je leta 714 cesarica Genmei imenovala za kronskega princa. Naslednje leto je cesarica v svojih 50. letih abdicirala v korist svoje hčerke Genšo. Obito je imel takrat 14 let.
- 715 (Reiki, 1. leto, 9. mesec): V 7. letu vladavine cesarice Genmei (元明天皇七年) le-ta abdicira in nasledstvo (senso) je prejela njena hčerka, ki je držala prestol za mlajšega brata. Kmalu zatem je kot cesarica regentka Genšo zasedla prestol (sokuj).[8]

Obito je ostal kronski princ in naslednik na prestolu. Fudživara no Fuhito je ostal na svojem visokem dvornem položaju do smrti leta 720. Po smrti si je veliko njegove moči nabral princ Nagaja, vnuk cesarja Tenmuja in bratranec cesarice Genšo. Ta moč je bila povod za kasnejše spore med Nagajom in Fuhitovimi štirimi sinovi med vladavino cesarja Šomuja.
Pod vladavino cesarice Genšo so leta 720 dokončali kroniko Nihon Šoki, prvo japonsko zgodovinsko knjigo. Organizacija pravnega reda ricurjo se je pod iniciativo Fuhita nadaljevala do njegove smrti. Te zakonike in kodekse je uveljavil Fudživara no Nakamaro, Fuhitov vnuk, in jih objavil kot Joro ricurjo pod Fuhitovim imenom. Sistem obdavčenja, ki je veljal še iz časa cesarice Džito v 7. stoletju več ni bil učinkovit. Za reševanje primanjkljaja je leta 723 princ Nagaja uveljavil "Zakon o posedovanju v treh generacijah". Pod tem zakonom so smeli posedovati na novo kultivirano zemljo samo tri generacije, potem pa jo vrniti državni vladi. Zakon naj bi spodbujal kultivacijo nove zemlje, a so ga po 20 letih opustili.
Cesarica Genšo je vladal devet let. Čeprav je bilo še sedem drugih cesaric, so bili nasledniki navadno izbrani iz moške strani družine. Nekateri konzervativni učenjaki trdijo, da so bile ženske na prestolu samo začasne vladarice, zaradi česar je potrebno tudi v 21. stoletju vzdrževati moško nasledstvo. Cesarica Genmei, ki jo je na prestolu nasledila prav Genšo, ostaja edina izjema tega konvencionalnega argumenta.
Leta 724 je abdicirala v korist svojega nečaka, ki je postal cesar Šomu. Genšo je še 25 let živela v pokoju, kjer se ni poročala ali imela otrok. Umrla je pri 65 letih.
Cesaričin grob se nahaja v Nari. Tradicionalno jo častijo v spominskem šintoističnem svetišču (misasagi) v Nari. Cesarska hiša je posvetila to lokacijo kot njen mavzolej z uradnim imenom Nahojama no niši no misasagi. Njen cesarski misasagi lahko obiščemo v soseski Narazaka-čo v Nari.

### Kugjo
Kugjo (公卿) je skupni izraz za peščico najbolj močnih moških, delujočih na dvoru japonskega cesarja v času pred obdobjem Meidži.
Večino časa so to elitno skupino sestavljali samo trije ali štirje možje naenkrat. Njihovo družinsko ozadje in izkušnje so jih pripeljale do vrha družbe. V času vladavine cesarice Genmei so vrh organa Daidžo-kan sestavljaliː
- Daidžo-daidžin (Či-dajdžo-kandži 知太政官事), Toneri-šinno (princ Toneri) (舎人親王). (9. sin cesarja Tenmuja) [14] 720-735
- Sadaidžin, Isonokmi no Maro (石上麻呂). 708-717
- Udaidžin, Fudživara no Fuhito (藤原不比等). 708-720; princ Nagaia (長屋王). 721-724
- Dainagon, Abe no Sukunamaro (阿倍宿奈麻呂). 718-720; princ Nagaia (長屋王). 718-721; Tadžihi no Ikemori (多治比池守). 721-730

## Ere nengo v času vladavine Genšo
Leta vladavine cesarice Genšo sovpadajo z več imeni dob (nengo).
- Reiki (715-717)
- Joro (717-724)
- Džinki (724-729)